# Zack de la Rocha
Zacarias Manuel de la Rocha (Long Beach, 12 de janeiro de 1970), mais conhecido pelo seu nome artístico Zack de La Rocha, é um rapper, cantor, poeta, e ativista norte-americano de origens mexicanas. É mais conhecido por ser vocalista e letrista da banda de rap metal Rage Against the Machine, que hoje segue com seu grupo One Day as Lion.

## Biografia

### Juventude
Zacarias Manuel de la Rocha nasceu em Long Beach, Califórnia, em 12 de janeiro de 1970, filho de Roberto "Beto" de la Rocha e Olivia de la Rocha. Quando Zack tinha apenas um ano de idade, Olivia se separou de Beto por causa de seus diferentes ideais religiosos. Olivia se afastou de Beto e foi para Long Beach, para estudar para seu doutorado em Antropologia na Universidade do campus da Califórnia em Irvine. Beto era um conhecido artista em obras latino-americanas, e um dos membros fundadores do grupo político de arte "Los Four", que era mais conhecido por seu trabalho no início do movimento muralista, que incluía o slogan sem corte na parte inferior de cada um dos seus funciona "existe arte 'chicano'!" ou "nós estamos aqui!". Na década de 1970, Irvine era um subúrbio crescente de Orange County, cerca de 20 km ao sul de Los Angeles, que ainda não era uma área racial e culturalmente diversificada. Seu avô paterno, Isaac de la Rocha Beltrán, foi um combatente da revolução mexicana.

Quando Zack começou a escola primária em Irvine, ele conheceu Tim Commerford. A história conta que os dois se tornaram amigos quando Tim ensinou Zack a roubar comida da cantina. Em 1983, seu pai, Beto, sofreu um colapso nervoso, o que o fez se tornar um cristão fanático. Ensinamentos bíblicos rigorosos tornaram-se um aspecto do cotidiano da vida de Zack. Quando Beto de la Rocha leu o mandamento "Não farás imagem gravada", ele interpretou como uma razão para parar de pintar. Logo após isso, ele deixou o grupo que ele mesmo havia ajudado a estabelecer, o "Los Four". Em casa, Beto tornou-se obsessivo, e quando Zack ia visitá-lo, aos fins de semana em Lincoln Heights (uma área de Los Angeles, principalmente habitada por mexicanos-americanos), ele era forçado a rezar fielmente com seu pai durante todos os dias em que estava juntos. Os dois se sentavam em uma sala com as cortinas fechadas e as portas trancadas, em silêncio total. O menino de treze anos de idade comia na sexta-feira, e não podia comer até que voltasse para a casa de sua mãe, na segunda-feira . Quando ele estava lá, Beto obrigava-o a destruir as pinturas e murais que tinham estabelecido uma identidade mexicana para ele. Eventualmente, Zack fugiu de Beto e passou a viver permanentemente em Irvine, com sua mãe. 
| “ | "Eu morava em Irvine, porém nunca me senti totalmente aceito como um desses garotos brancos e ricos de subúrbio. Eu nunca tive problemas econômicos como muitos dos meus irmãos e irmãs mexicanos, mas eu sentia a tensão e a rejeição e então foi quando eu comecei com o hip-hop." | ” |

A crise de identidade de Zack continuou a persegui-lo durante todo o ensino médio. Como um latino-americano, Zack de la Rocha foi vitimado por seus colegas de classe e professores. Um professor de ginástica de Zack costumava fazer comentários ignorantes e racistas para despertá-lo, alegando que isso iria torná-lo mais forte. Zack citou em uma ocasião: "Eu lembro de estar sentado ali, prestes a explodir. Percebi que eu não era dessas pessoas. Eles não eram meus amigos. E eu me lembro de internalizar isso, e de como eu estava em silêncio . Lembro-me de como eu estava com medo de dizer qualquer coisa". A opinião de Zack mudou rapidamente ao longo do período em que ele passou no ensino médio em Irvine: "Disse a mim mesmo que eu nunca iria ficar em silêncio novamente. Eu nunca vou me permitir não responder a esse tipo de situação, sob qualquer forma, em qualquer lugar". A depressão no início da vida de Zack o levou a um abuso de medicamentos para controle de raiva durante sua adolescência. Ele foi musicalmente inspirado pelos Sex Pistols e Bad Religion a tocar guitarra. Foi nessa época que Zack pediu a Tim para se juntar a ele em suas aulas de música, para que ele pudesse ter um amigo para lhe fazer companhia. Quando ficou mais velho, a cena musical do punk e hardcore, com Minor Threat, Bad Brains e Teen Idles o inspirou a formar sua primeira banda de straight-edge a "Hardstance". Nesta banda de ensino-médio, Zack tocava guitarra e cantava. Zack também se tornou vegetariano em 1989 por uma questão ética, declarando: "Eu penso que o vegetarianismo é fantástico, e apoio-o com convicção... Penso que um animal passa por imenso sofrimento em todo esse ciclo de morte no matadouro; vivendo só para ser morto... Simplesmente não se justifica comer esse animal... Existe tanta oferta de comida por aí que não te envolve nesse ciclo de sofrimento e morte."

## Carreira musical

### Inside Out
Em agosto de 1988, Zack formou o "Inside Out", a banda na qual ele largou a guitarra para assumir os vocais. Ele escreveu algumas músicas e chamou alguns membros restantes do "Hardstance". Zack disse certa vez: "O Inside Out foi a primeira banda em que eu toquei. Eu espantei toda minha dor através daquela banda. Tudo que fazíamos era nos isolarmos completamente da sociedade para nos vermos como espíritos, e não nos ajoelhando ao sistema para sermos somente mais alguém." Depois de alguns shows em pubs locais, uma resposta sem entusiasmo obrigou Zack a colocar a banda em hiato. A banda tornou-se ativa novamente no ano seguinte, completa com um novo guitarrista. Uma de suas músicas mais agressivas, "No Spiritual Surrender", recebeu uma resposta positiva do cenário do hardcore, depois de seu primeiro show em um restaurante em Riverside chamado Spanky's Cafe O grupo de hardcore ganhou certa popularidade nos pubs locais, tanto em Huntington Beach quanto em Irvine. No início de 1990, o grupo gravou seis faixas, e foram apanhados pela Revelation Records. No ano seguinte , eles lançaram o single "No Spiritual Surrender". Depois que o grupo visitou a costa oeste extensivamente, eles embarcaram em uma turnê pelos EUA com outras duas bandas de hardcore, o "Shelter" e o "Quicksand". No final de junho de 1990, momentos antes de um show em Chicago, o guitarrista Victor DiCara, disse para ele que tinha decidido deixar a banda no final da turnê. Victor decidiu assumir uma vida mais iluminada , e se tornar um monge hindu (e, começou a tocar guitarra na banda Shelter). Zack e o baixista Mark Hayworth tentaram desesperadamente manter a banda viva, no entanto, a química e a evolução entre os membros nunca foi completamente recuperada. A banda entrou em colapso, e acabou em abril de 1991.

### Rage Against the Machine
A herança mexicana de Zack se destacou durante toda sua infância. Sentia-se voltado para a parcela economicamente desfavorecida mexicana de todo o país, como tinha sido lembrado de sua dor e rejeição social por toda a sua vida. Ao longo dos seus anos de adolescência, essa tensão rebelde tinha crescido dentro dele. Agora, com a idade de vinte e um, ele pôde finalmente deixar essa raiva passar. Ele começou a se relacionar com outras classes sociais e étnicas  tais como as comunidades negras de Nova York. Nesse período, começou a se interessar por hip hop como Public Enemy, Run DMC e KRS-One. Zack descobriu atrás dessas vivências que as mensagens potentes não precisam ser gritadas para serem eficaz. Depois que o Inside Out terminou, toda a sua carreira musical tinha voltado à estaca zero. Visto isso como um recomeço musical, ele tornou-se um MC local, e começou a fazer freestyles em clubes. Tom Morello havia se mudado de Illinois para Los Angeles, em 1986, sob a impressão de que ali era o mais provável lugar de conseguir uma banda de rock real. Tom criou a banda Lock Up em 1988, para apenas fazer uma gravação e então romper no ano seguinte. Em seguida, ele se tornou amigo de um baterista chamado Brad Wilk, que já havia feito teste para a Lock Up. Tom viu pela primeira vez Zack com alguns de seus amigos fazendo um freestyle em um clube, no entanto, o sistema de PA era tão ruim que ele não podia ouvir o que Zack estava falando.
Tom teve um impulso de curiosidade para descobrir por que este homem estava com tanta raiva. Mais tarde naquela noite, Tom apresentou-se a Zack e começaram a falar. Tom folheava livro de letras de Zack, e decidiu que era hora de chamar Brad. Com a intenção de experimentar com os dois gêneros de rock e rap, Zack decidiu entrar em contato com seu antigo amigo de escola, o baixista Tim Commerford. Na época, Tim estava trabalhando com artistas de rap, como Cypress Hill e NWA. Ele era perfeito para o cargo de baixista no novo grupo. O nome "Rage Against the Machine", veio pois era uma canção que Zack havia escrito para sua antiga banda Inside Out (também ia ser o título de um álbum não gravado pelo Inside Out). "Rage Against The Machine" foi formada entre outubro e novembro de 1991. Junto com Tim Commerford, Brad Wilk e Tom Morello, Zack de la Rocha espalhou, por onde se pôde ouvir, mensagens de liberdade, de justiça e de denúncia. Criticando desde o Apartheid sul-africano e o militarismo em seu país, ao etnocídio dos nativos da América, apoiando e divulgando as causas zapatistas, de Leonard Peltier e Mumia Abu-Jamal, tornando-se assim um dos mais conhecidos e respeitados letristas de protestos e ativistas que utilizam a música como maior método de divulgação e doutrinação política. Ele deixou Rage Against the Machine em outubro de 2000, citando "diferenças criativas", no momento em que ele emitiu uma declaração dizendo: "era necessário deixar o Rage porque o nosso processo de tomada de decisão falhou completamente", em referência ao desacordo sobre a lançamento do álbum Renegades (álbum de Rage Against the Machine). Os outros membros da banda procuraram gestão separada e garantiram o lançamento imediato do Renegades (álbum de Rage Against the Machine). Depois de procurar um substituto para de la Rocha, os outros membros da raiva juntou Chris Cornell do Soundgarden para formar o Audioslave. Rumores de que Rage Against the Machine pode se reunir no festival de  Coachella Valley Music and Arts Festival estavam circulando em meados de janeiro de 2007, e foram confirmados em 22 de Janeiro. A banda foi confirmada para ser a atração principal do último dia do Coachella 2007.
Em 14 de abril de 2007, Morello e De la Rocha se reuniram no palco cedo para realizar uma breve set acústico no House of Blues, em Chicago, no comício de alimento justo com a Coalizão de Trabalhadores de Immokalee (CIW). Morello descreveu o evento como "muito emocionante para todos na sala, inclusive eu". Rage Against the Machine, como uma banda completa , encabeçou o último dia do 2007 Coachella Valley Music and Arts Festival no dia 29 de abril. A banda tocou na frente de um Exército Zapatista de Libertação Nacional (EZLN), pano de fundo para as maiores multidões do festival. O desempenho foi inicialmente pensado para ser um one-off , este acabou por não ser o caso. A banda tocou mais sete shows nos Estados Unidos em 2007, e em janeiro de 2008, eles tocaram seus primeiros shows fora os EUA, como parte do festival Big Day Out, na Austrália e Nova Zelândia. A banda , desde então, continuou a fazer turnês ao redor do mundo , liderando grandes festivais na Europa e nos Estados Unidos, incluindo o Lollapalooza em Chicago. No primeiro show de reencontro do Rage, de la Rocha fez um discurso durante "Wake Up", em que de la Rocha chamado numerosos presidentes americanos criminosos de guerra, citando uma declaração de Noam Chomsky sobre os Princípios de Nuremberg. Em uma entrevista de 2008, de la Rocha disse isso da relação entre ele, Commerford, Wilk e Morello:
| “ | "Tanta coisa mudou . Quando você envelhece, você olha para trás as tensões e ressentimentos e ter outra perspectiva sobre ele. Eu acho que a nossa relação agora está melhor do que nunca. Eu até descrevê-lo como grande . Nós vamos continuar fazendo shows - temos um par de grandes acontecendo na frente de ambas as convenções . Tanto quanto nós gravar música no futuro, eu não sei onde todos se encaixam com isso. Nós todos abraçaram projetos uns dos outros e apoiá-los , e isso é ótimo." | ” |

Em 9 de outubro de 2010, Zack e a antiga formação do Rage Against The Machine, voltaram a se apresentar na primeira edição brasileira do  Festival de música SWU (Start With You), realizado no Recanto Maeda, chácara de lazer sediada na cidade paulista de Itu. A apresentação foi interrompida duas vezes, uma pela explosão da plateia, que derrubou a divisa de contenção da área VIP e, uma segunda vez mais, por Tom Morello ter vestido um boné do Movimento dos Trabalhadores Rurais Sem Terra (MST), o qual foi censurado pela emissora Rede Globo. Nesta apresentação, Zack dedicou a música "People Of The Sun" ("Povo do Sol") ao MST.

### Carreira Solo
Após a dissolução do Rage Against the Machine, de la Rocha trabalhou em um álbum solo que era para ser gravado antes da dissolução da banda, trabalhou com DJ Shadow, El-P, Muggs, Dan The Automator, Roni Size, DJ Premier, The Roots e Questlove, com o parceiro de produção James Poyser. O álbum nunca chegou a ser concretizado, e de la Rocha começou uma nova colaboração com Trent Reznor do Nine Inch Nails, em que cerca de 20 faixas foram produzidas. Reznor pensou que o trabalho foi "excelente", mas disse que as músicas provavelmente nunca será lançado como de la Rocha não estava "pronto para fazer um registro" naquele momento. Sobre o trabalho com DJ Shadow e Reznor, de la Rocha admitiu em uma entrevista de 2008 que: 
| “ | "Quando saí do Rage, primeiro, eu era muito de coração partido, e em segundo lugar, eu me tornei obcecado com reinventar completamente a minha roda. De uma maneira saudável, a um grau. Eu meio que esqueci que velha maneira de permitir-se ser apenas um canal . Quando eu estava trabalhando com Trent e DJ Shadow, eu senti que eu estava passando as moções. Não que o que foi produzido não era grande , mas eu sinto agora que eu talvez reinventou a base de sons que emanam das canções." | ” |

Em 2000, de la Rocha apareceu na canção "Centre of the Storm", do Roni Size/Reprazent, no  álbum In The Mode, enquanto que em 2002, ele apareceu em um papel menor na primeira parte da canção "Blackalicious Release" no álbum Blazing Arrow. A nova colaboração entre de la Rocha e DJ Shadow, é com a canção "March of Death", foi lançado gratuitamente on-line em 2003, em protesto contra a iminente invasão do Iraque. Como parte da colaboração de la Rocha divulgou um comunicado que incluiu o seguinte: 
| “ | "Mentiras, sanções, e mísseis de cruzeiro nunca criou uma sociedade livre e justa. Somente as pessoas comuns podem fazer isso , e é por isso que eu estou juntando a milhões no mundo inteiro , que se levantaram para se opor a tentativa do governo Bush para expandir o império dos EUA em detrimento dos direitos humanos em casa e no exterior. Neste espírito estou lançando essa música para quem está disposto a ouvir. Espero que não só nos faz pensar, mas também nos inspira a agir e levantar nossas vozes." | ” |

A trilha sonora de 2004, Songs and Artists that Inspired Fahrenheit 9/11 incluiu uma das colaborações com Reznor, "We Want It All". Este álbum também continha "No One Left" , a gravação de estreia do ex-guitarrista do Rage Against the Machine Tom Morello como The Nightwatchman. Em 7 de outubro de 2005, de la Rocha voltou ao palco com o novo material, realizando com Son Jarocho banda Son de Madera. Mais tarde, ele falou como MC e novamente realizada com Son de Madera em 22 de novembro Concerto na Fazenda, um concerto beneficente para os South Central Farmers. Ele cantava e tocava jarana com a banda, e realizou o seu próprio material original novo , incluindo a canção "Sea of Buttnuts". Em seu pós Rage , de la Rocha admitiu que estava perto impossível para ele desenhar a linha entre a política e a música: 
| “ | "Para mim, a única vez que essa linha é atraída quando você está produzindo música e você está tentando expulsar uma certa ideia - que é muito libertador , de uma forma muito abstrata. É nesses momentos em que você se sentir livre , e você pode ir em frente e explorar por que você se sente livre nesses momentos. Nos momentos passados com Sombra e Trent eu não senti isso. Participar do Son Jarocho trabalho seu trabalho ativista com agricultores urbanos em South Central Los Angeles, que incluiu a reprodução de música popular com o Son de Madera sentiu base mais comunitária, mais coletivo. Eu fazia parte de uma voz coletiva e não no meu próprio como um artista, e algo que me atraiu" | ” |

### One Day as Lion
Em 2008, Zack anuncia a banda One Day As A Lion, pelo selo ANTI-, parceria com o baterista Jon Theodore, ex -The Mars Volta e atual baterista da banda Queens of the Stone Age. Acrescentaram Joey Karam de The Locust, que tocará teclados nos shows ao vivo, que foram realizadas em julho de 2010. Se Karam continuará a ser um membro da banda é incerto. O grupo combina rock percussão, teclados e vocais electro, hip-hop. De la Rocha tocará teclado, bem como assumirá os vocais, com Theodore na bateria para o seu EP auto-intitulado. O nome da banda deriva de uma fotografia de grafite preto e branco feita pelo fotógrafo latino-americano George Rodriguez, em 1970, com uma leitura de legenda: "É melhor viver um dia como um leão do que mil anos como um cordeiro", citação essa que na verdade é atribuída a Benito Mussolini, apesar do posicionamento político de esquerda de Zack. Lançaram seu EP de estreia, um dia como um leão, em 22 de julho de 2008.

## Discografia

### Hard Stance
- Face Reality (EP) 7" (1988)
- Hard Stance (EP) 7" (1989)

### Inside Out
- No Spiritual Surrender (1990)
- Benefit 7" (live bootleg recording with Youth Of Today) (1991)

### Rage Against the Machine
- Rage Against the Machine (1992)
- Evil Empire (1996)
- Live & Rare (1998)
- The Battle of Los Angeles (1999)
- Renegades (2000)

### One Day as a Lion
- One Day as a Lion (2008)